# Rundeltjärnen
Rundeltjärnen är en sjö i Bräcke kommun i Jämtland och ingår i Indalsälvens huvudavrinningsområde.